# The Winstons
The Winstons fue un grupo de música funk y soul de los años 1960 originario de Washington, D. C. Su mayor éxito musical fue la canción "Color Him Father" grabada en 1969, en cuya cara B se encontraba el tema "Amen, Brother", probablemente el disco más sampleado de la historia. Hacia la mitad de la canción hay un solo de batería (interpretado por G.C. Coleman) que ha sido sampleado y utilizado en miles de discos de hip-hop, pop, drum and bass y jungle. Este ritmo o break es conocido como el Amen break.
El disco "Color Him Father" vendió cerca de un millón de copias, y recibió el disco de oro en Estados Unidos el 24 de julio de 1969.

## Miembros
El plantel principal de músicos incluía a:
- Gregory C. Coleman (voz, batería)
- Ray Maritano (voz, saxo alto)
- Quincy Mattison (voz, guitarra principal)
- Sonny Pekerol (voz, bajo)
- Richard Lewis Spencer (voz principal, saxo tenor)
- Phil Tolotta (órgano)